# Elezioni politiche in Italia del 1992
Le elezioni politiche in Italia del 1992 per il rinnovo dei due rami del Parlamento Italiano – la Camera dei deputati e il Senato della Repubblica – si tennero domenica 5 e lunedì 6 aprile 1992. Convenzionalmente vengono ritenute le ultime elezioni della cosiddetta Prima Repubblica, ovvero quel periodo che va dalla nascita della Repubblica Italiana al 1992, e caratterizzate per essere le prime dal 1946 senza la presenza del Partito Comunista Italiano (rinominatosi Partito Democratico della Sinistra) e le ultime alle quali prese parte la Democrazia Cristiana. Sono le prime elezioni in cui i simboli dei partiti sono riprodotti a colori e non in bianco nero sulla scheda elettorale, e le prime elezioni in cui l'elettore che volesse esprimere anche una preferenza deve scrivere il cognome e nome del candidato prescelto e non il numero di inserimento del candidato prescelto nella sua lista di partito.

## Sistema di voto
Le elezioni politiche del 1992 si tennero con il sistema di voto introdotto con il decreto legislativo luogotenenziale n. 74 del 10 marzo 1946, dopo essere stato approvato dalla Consulta Nazionale il 23 febbraio 1946. Concepito per gestire le elezioni dell'Assemblea Costituente previste per il successivo 2 giugno, il sistema fu poi recepito come normativa elettorale per la Camera dei deputati con la legge n. 6 del 20 gennaio 1948. Per quanto riguarda il Senato della Repubblica, i criteri di elezione vennero stabiliti con la legge n. 29 del 6 febbraio 1948 la quale, rispetto a quella per la Camera, conteneva alcuni piccoli correttivi in senso maggioritario, pur mantenendosi anch'essa in un quadro largamente proporzionale.
Secondo la suddetta legge del 1946, i partiti presentavano in ogni circoscrizione una lista di candidati. L'assegnazione di seggi alle liste circoscrizionali avveniva con un sistema proporzionale utilizzando il metodo dei divisori con quoziente Imperiali; determinato il numero di seggi guadagnati da ciascuna lista, venivano proclamati eletti i candidati che, all'interno della stessa, avessero ottenuto il maggior numero di preferenze da parte degli elettori, i quali potevano esprimere il loro gradimento per un unico candidato, anziché per un massimo di quattro come nelle precedenti elezioni (effetto del referendum sulla preferenza unica).
I seggi e i voti residuati a questa prima fase venivano raggruppati poi nel collegio unico nazionale, all'interno del quale gli scranni venivano assegnati sempre col metodo dei divisori, ma utilizzando ora il quoziente Hare naturale ed esaurendo il calcolo tramite il metodo dei più alti resti.
Differentemente dalla Camera, la legge elettorale del Senato si articolava su base regionale, seguendo il dettato costituzionale (art. 57). Ogni Regione era suddivisa in molti collegi uninominali. All'interno di ciascun collegio, veniva eletto il candidato che avesse raggiunto il quorum del 65% delle preferenze: tale soglia, oggettivamente di difficilissimo conseguimento, tradiva l'impianto proporzionale su cui era concepito anche il sistema elettorale della Camera Alta. Qualora, come normalmente avveniva, nessun candidato avesse conseguito l'elezione, i voti di tutti i candidati venivano raggruppati in liste di partito a livello regionale, dove i seggi venivano allocati utilizzando il metodo D'Hondt delle maggiori medie statistiche e quindi, all'interno di ciascuna lista, venivano dichiarati eletti i candidati con le migliori percentuali di preferenza.

### Circoscrizioni
Il territorio nazionale italiano venne suddiviso alla Camera dei deputati in 32 circoscrizioni plurinominali e al Senato della Repubblica in 20 circoscrizioni plurinominali, corrispondenti alle regioni italiane.

#### Circoscrizioni della Camera dei deputati

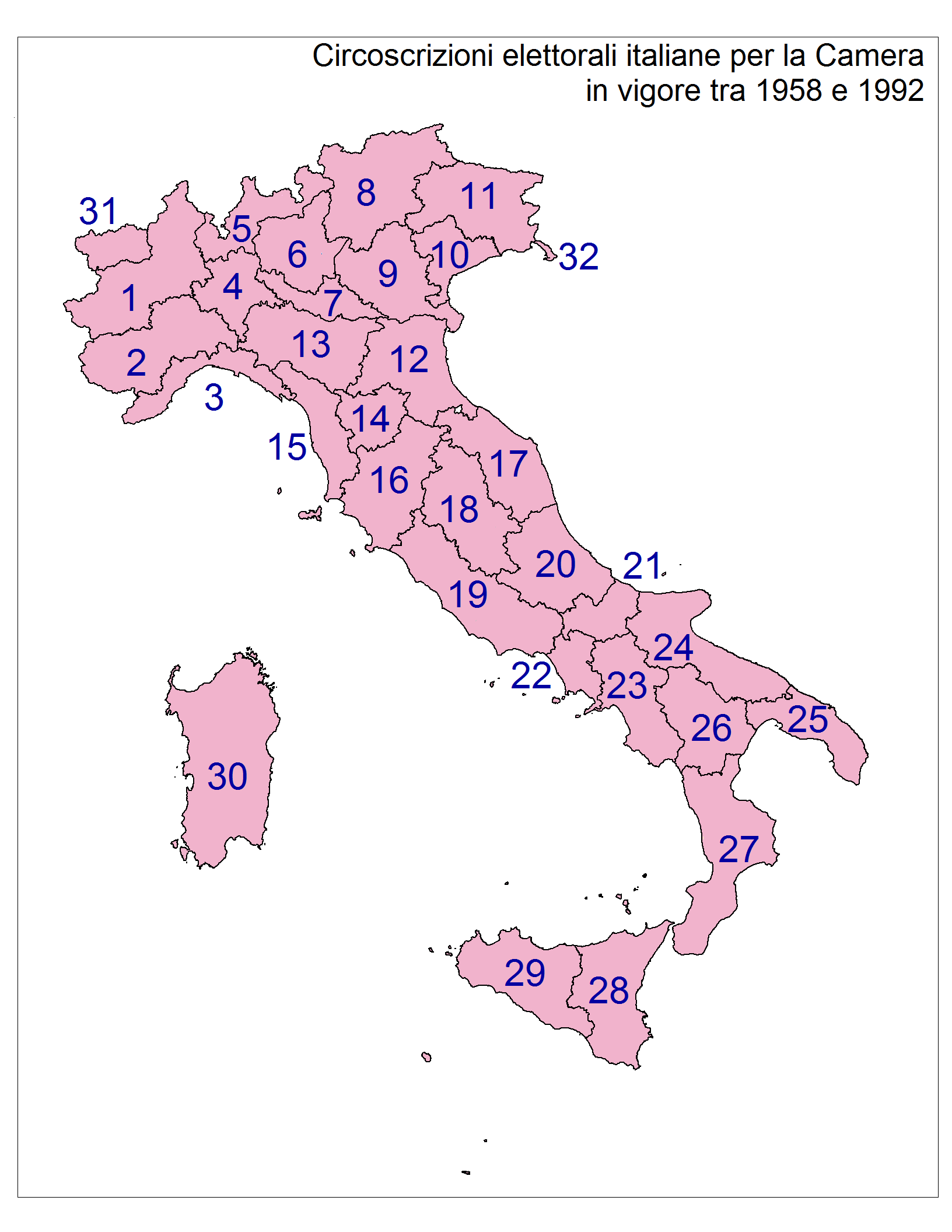
Le circoscrizioni per la Camera dei deputati.

Le circoscrizioni della Camera dei deputati furono le seguenti:
1. Torino (Torino, Novara, Vercelli);
2. Cuneo (Cuneo, Alessandria, Asti);
3. Genova (Genova, Imperia, La Spezia, Savona);
4. Milano (Milano, Pavia);
5. Como (Como, Sondrio, Varese);
6. Brescia (Brescia, Bergamo);
7. Mantova (Mantova, Cremona);
8. Trento (Trento, Bolzano);
9. Verona (Verona, Padova, Vicenza, Rovigo);
10. Venezia (Venezia, Treviso);
11. Udine (Udine, Belluno, Gorizia);
12. Bologna (Bologna, Ferrara, Ravenna, Forlì);
13. Parma (Parma, Modena, Piacenza, Reggio Emilia);
14. Firenze (Firenze, Pistoia);
15. Pisa (Pisa, Livorno, Lucca, Massa e Carrara);
16. Siena (Siena, Arezzo, Grosseto);
17. Ancona (Ancona, Pesaro, Macerata, Ascoli Piceno);
18. Perugia (Perugia, Terni, Rieti);
19. Roma (Roma, Viterbo, Latina, Frosinone);
20. L'Aquila (L’Aquila, Pescara, Chieti, Teramo);
21. Campobasso (Campobasso, Isernia);
22. Napoli (Napoli, Caserta);
23. Benevento (Benevento, Avellino, Salerno);
24. Bari (Bari, Foggia);
25. Lecce (Lecce, Brindisi, Taranto);
26. Potenza (Potenza, Matera);
27. Catanzaro (Catanzaro, Cosenza, Reggio Calabria);
28. Catania (Catania, Messina, Siracusa, Ragusa, Enna);
29. Palermo (Palermo, Trapani, Agrigento, Caltanissetta);
30. Cagliari (Cagliari, Sassari, Nuoro, Oristano);
31. Valle d'Aosta (Aosta);
32. Trieste (Trieste).

#### Circoscrizioni del Senato della Repubblica

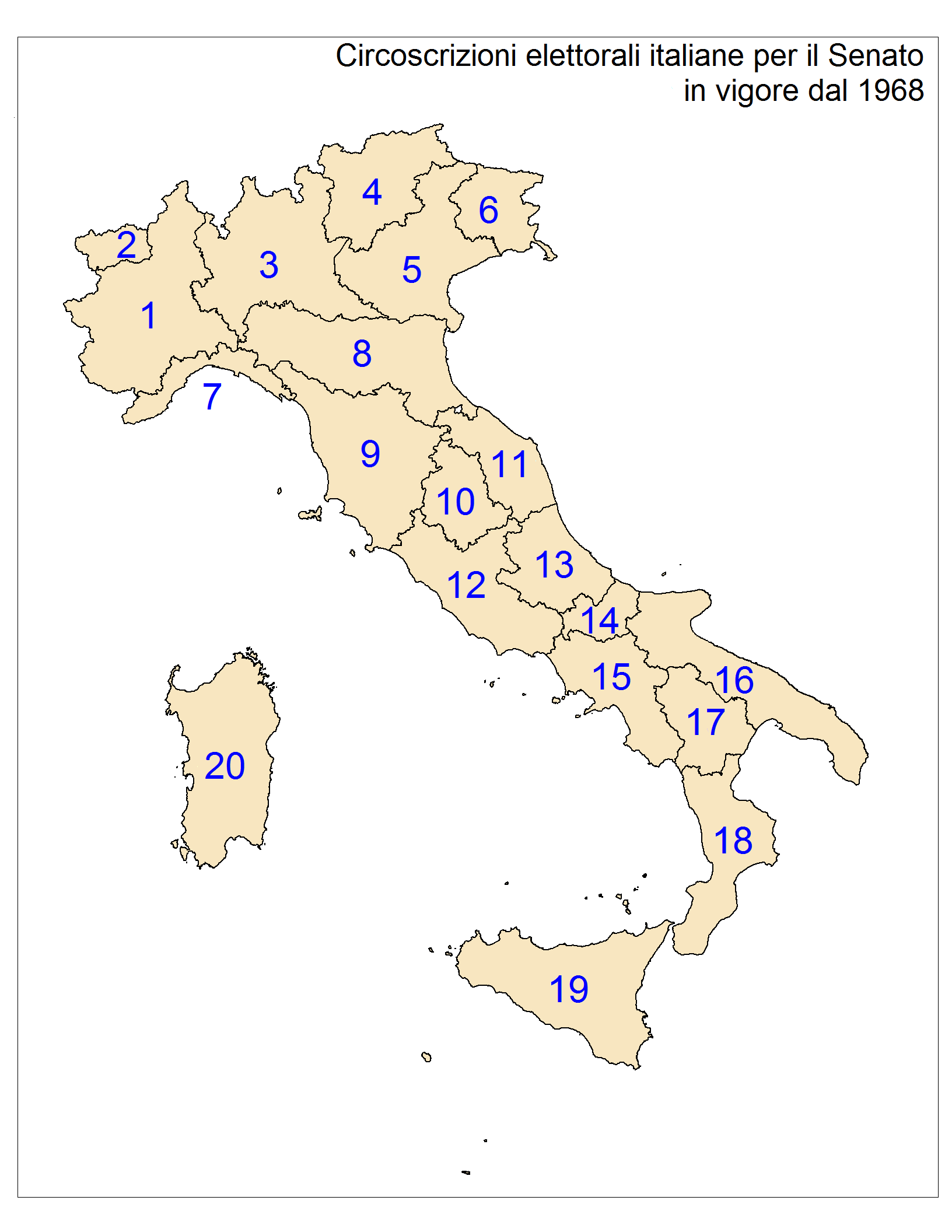
Le circoscrizioni per il Senato della Repubblica.

Le circoscrizioni del Senato della Repubblica invece erano le seguenti:
1. Piemonte;
2. Valle D'Aosta;
3. Lombardia;
4. Trentino-Alto Adige;
5. Veneto;
6. Friuli-Venezia Giulia;
7. Liguria;
8. Emilia-Romagna;
9. Toscana;
10. Umbria;
11. Marche;
12. Lazio;
13. Abruzzo;
14. Molise;
15. Campania;
16. Puglia;
17. Basilicata;
18. Calabria;
19. Sicilia;
20. Sardegna.

## Quadro politico
Le elezioni politiche del 1992 furono le ultime svoltesi con sistema elettorale proporzionale con preferenze.
Come effetto della svolta della Bolognina, sono le prime elezioni politiche senza il Partito Comunista Italiano e Democrazia Proletaria e le prime col Partito Democratico della Sinistra e il Partito della Rifondazione Comunista.
La Lega Lombarda che aveva già partecipato alle elezioni politiche del 1987, vi partecipa dopo il congresso del 1991 con il nuovo nome di Lega Nord guidata da Umberto Bossi.
Il 1991 fu l'anno che segnò la fine del pentapartito, quando il PRI uscì dalla coalizione senza più rientrarvi, facendo nascere il governo Andreotti VII.

### Principali forze politiche
| Partito | Partito                                                | Collocazione     | Ideologia principale      | Segretario       | Foto |
| ------- | ------------------------------------------------------ | ---------------- | ------------------------- | ---------------- | ---- |
|         | Democrazia Cristiana (DC)                              | Centro           | Cristianesimo democratico | Arnaldo Forlani  |      |
|         | Partito Democratico della Sinistra (PDS)               | Sinistra         | Socialismo democratico    | Achille Occhetto |      |
|         | Partito Socialista Italiano (PSI)                      | Centro-sinistra  | Socialismo liberale       | Bettino Craxi    |      |
|         | Lega Nord (LN)                                         | Trasversalismo   | Federalismo               | Umberto Bossi    |      |
|         | Partito della Rifondazione Comunista (PRC)             | Estrema sinistra | Comunismo                 | Sergio Garavini  |      |
|         | Movimento Sociale Italiano - Destra Nazionale (MSI-DN) | Estrema destra   | Neofascismo               | Gianfranco Fini  |      |
|         | Partito Repubblicano Italiano (PRI)                    | Centro           | Liberalismo sociale       | Giorgio La Malfa |      |
|         | Partito Liberale Italiano (PLI)                        | Centro-destra    | Liberalismo               | Renato Altissimo |      |
|         | Federazione dei Verdi (FdV)                            | Sinistra         | Ambientalismo             | Gianni Mattioli  |      |
|         | Partito Socialista Democratico Italiano (PSDI)         | Centro-sinistra  | Socialdemocrazia          | Antonio Cariglia |      |
|         | La Rete                                                | Centro-sinistra  | Cristianesimo sociale     | Leoluca Orlando  |      |
|         | Lista Marco Pannella (LP)                              | Centro-sinistra  | Radicalismo               | Marco Pannella   |      |

## Campagna elettorale
La campagna elettorale del 1992 si aprì in un contesto assai ostile ai partiti che per anni si erano trovati al governo del Paese: oltre all'uscita dei repubblicani dalla coalizione di governo e alle continue «picconate» del Presidente della Repubblica Francesco Cossiga contro i partiti (in particolare contro la DC e il PDS), appariva inevitabile il successo della Lega Nord, nata su impulso dell’Union Valdôtaine dall'unione di varie leghe regionaliste attive da qualche anno contro il costoso Stato centralista gestito dal Pentapartito, mentre era agli albori l'inchiesta Mani pulite, che stava per fare scandalo e al momento si stava occupando delle vicende del Pio Albergo Trivulzio di Milano. Dopo la scissione del PCI si presentarono le liste dei due partiti che ne erano nati: quella del PDS e quella del PRC, col crollo dell’Unione Sovietica che aveva liberato l’elettorato moderato dall’obbligo di sostenere la DC.
Il pentapartito, diventato intanto quadripartito, riuscì comunque a ottenere una lieve maggioranza in entrambe le Camere, ma dalle divisioni interne alla maggioranza, miste ai pochi seggi di vantaggio sulle opposizioni e alla recrudescenza delle inchieste sulla corruzione, scaturiva l'incertezza sulla stabilità politica.
Scoppiato lo scandalo Tangentopoli, la delegittimazione della classe politica raggiunse il suo apice e si tornò al voto appena due anni dopo con un nuovo sistema elettorale perlopiù maggioritario.

## Risultati

### Camera dei deputati

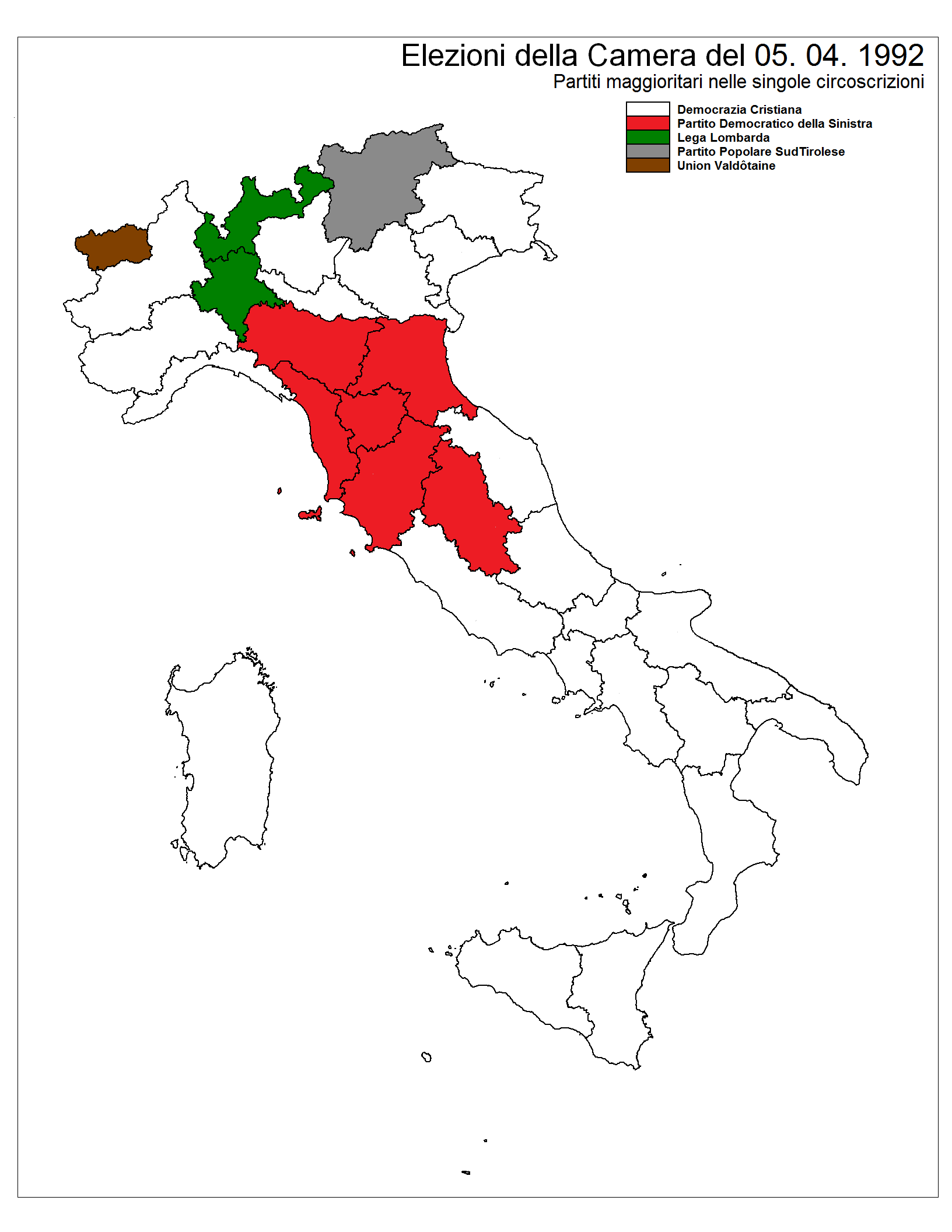
Partiti maggioritari nelle singole circoscrizioni elettorali.

|                                                                  |                                                        |            |        |       |                |         |
| Partito                                                          | Partito                                                | Voti       | %      | Seggi | Differenza (%) | /       |
|                                                                  | Democrazia Cristiana (DC)                              | 11.640.265 | 29,66  | 206   | 4,66           | 28      |
|                                                                  | Partito Democratico della Sinistra (PDS)               | 6.321.084  | 16,11  | 107   | [ 16 ]         | 70      |
|                                                                  | Partito Socialista Italiano (PSI)                      | 5.343.930  | 13,62  | 92    | 0,65           | 2       |
|                                                                  | Lega Nord (LN)                                         | 3.396.012  | 8,65   | 55    | 8,65           | 54      |
|                                                                  | Partito della Rifondazione Comunista (PRC)             | 2.204.641  | 5,62   | 35    | [ 17 ]         | 27      |
|                                                                  | Movimento Sociale Italiano - Destra Nazionale (MSI-DN) | 2.107.037  | 5,37   | 34    | 0,54           | 1       |
|                                                                  | Partito Repubblicano Italiano (PRI)                    | 1.722.465  | 4,39   | 27    | 0,69           | 6       |
|                                                                  | Partito Liberale Italiano (PLI)                        | 1.121.264  | 2,86   | 17    | 0,76           | 6       |
|                                                                  | Federazione dei Verdi (FdV)                            | 1.093.995  | 2,79   | 16    | 0,28           | 3       |
|                                                                  | Partito Socialista Democratico Italiano (PSDI)         | 1.064.647  | 2,71   | 16    | 0,24           | 1       |
|                                                                  | La Rete                                                | 730.171    | 1,86   | 12    | -              | 12      |
|                                                                  | Lista Marco Pannella                                   | 485.694    | 1,24   | 7     | 1,32           | 6       |
|                                                                  | Sì Referendum                                          | 319.812    | 0,81   | 0     | -              | -       |
|                                                                  | Partito Pensionati                                     | 220.559    | 0,56   | 0     | -              | -       |
|                                                                  | Partito Popolare Sudtirolese (SVP)                     | 198.447    | 0,51   | 3     | -              | Stabile |
|                                                                  | Caccia Pesca Ambiente (CPA)                            | 192.799    | 0,49   | 0     | -              | -       |
|                                                                  | Federalismo - Pensionati Uomini Vivi (PSd'AZ)          | 154.621    | 0,39   | 1     | -              | 1       |
|                                                                  | Lega Autonomia Veneta (LAV)                            | 152.301    | 0,39   | 1     | -              | 1       |
|                                                                  | Lega Casalinghe-Pensionati                             | 133.717    | 0,34   | 0     | -              | -       |
|                                                                  | Lega Alpina Lumbarda                                   | 90.909     | 0,23   | 0     | -              | -       |
|                                                                  | Lega Alpina Piemont                                    | 69.703     | 0,18   | 0     | -              | -       |
|                                                                  | Lega d'Azione Meridionale (LAM)                        | 53.759     | 0,14   | 0     | -              | -       |
|                                                                  | Veneto Autonomo                                        | 49.035     | 0,12   | 0     | -              | -       |
|                                                                  | Union Veneto                                           | 48.808     | 0,12   | 0     | -              | -       |
|                                                                  | Verdi Federalisti                                      | 42.647     | 0,11   | 0     | -              | -       |
|                                                                  | Vallée d'Aoste - Autonomie Progrès Fédéralisme (UV)    | 41.404     | 0,11   | 1     | -              | Stabile |
|                                                                  | Altre liste                                            | 247.549    | 0,63   | 0     | -              | -       |
| Totale                                                           | Totale                                                 | 39.247.275 | 100,00 | 630   |                |         |
| Fonte: Archivio storico delle elezioni - Ministero dell'Interno. |                                                        |            |        |       |                |         |

### Senato della Repubblica

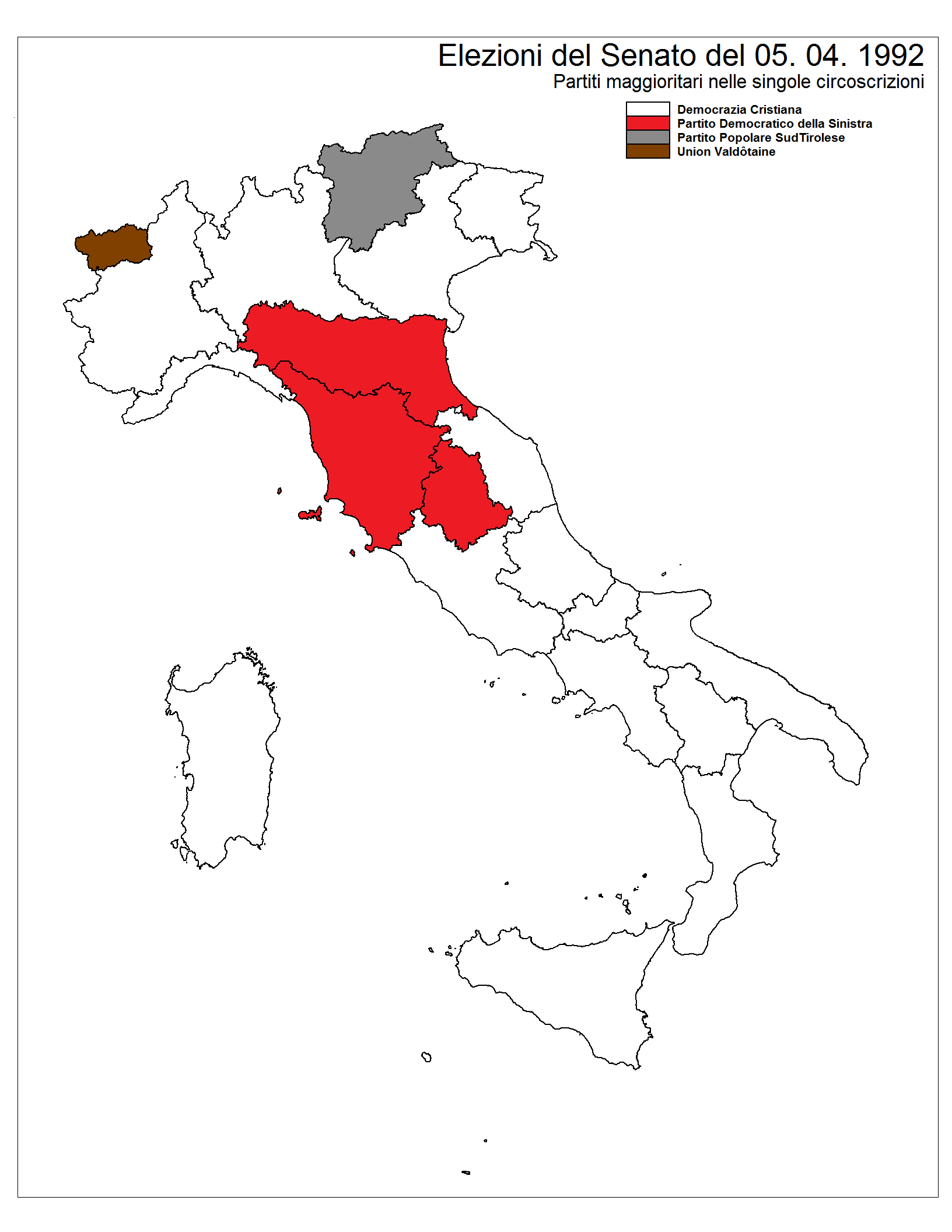
Partiti maggioritari nelle singole circoscrizioni elettorali.

|                                                                  |                                                     |            |        |       |                |         |
| Partito                                                          | Partito                                             | Voti       | %      | Seggi | Differenza (%) | /       |
|                                                                  | Democrazia Cristiana (DC)                           | 9.088.494  | 27,27  | 107   | 5,35           | 18      |
|                                                                  | Partito Democratico della Sinistra (PDS)            | 5.682.888  | 17,05  | 64    | [ 16 ]         | 37      |
|                                                                  | Partito Socialista Italiano (PSI)                   | 4.523.873  | 13,57  | 49    | 2,16           | 7       |
|                                                                  | Lega Nord (LN)                                      | 2.732.461  | 8,20   | 25    | 8,20           | 24      |
|                                                                  | Partito della Rifondazione Comunista (PRC)          | 2.171.950  | 6,52   | 20    | [ 17 ]         | 19      |
|                                                                  | Movimento Sociale Italiano - Destra Nazionale (MSI) | 2.171.215  | 6,51   | 16    | 0,03           | Stabile |
|                                                                  | Partito Repubblicano Italiano (PRI)                 | 1.565.142  | 4,70   | 10    | 0,85           | 2       |
|                                                                  | Federazione dei Verdi (FdV)                         | 1.027.303  | 3,08   | 4     | 1,12           | 2       |
|                                                                  | Partito Liberale Italiano (PLI)                     | 939.159    | 2,82   | 4     | 0,66           | 1       |
|                                                                  | Partito Socialista Democratico Italiano (PSDI)      | 853.895    | 2,56   | 3     | 0,20           | 3       |
|                                                                  | Sì Referendum                                       | 332.318    | 1,00   | 0     | -              | -       |
|                                                                  | La Rete                                             | 239.868    | 0,72   | 3     | -              | 3       |
|                                                                  | Partito Pensionati                                  | 215.889    | 0,65   | 0     | -              | -       |
|                                                                  | Federalismo - Pensionati Uomini Vivi (PSd'AZ)       | 174.713    | 0,52   | 1     | -              | Stabile |
|                                                                  | Partito Popolare Sudtirolese (SVP)                  | 168.113    | 0,50   | 3     | -              | 1       |
|                                                                  | Lista Marco Pannella                                | 166.708    | 0,50   | 0     | 1,27           | 5       |
|                                                                  | Per la Calabria                                     | 143.976    | 0,43   | 2     | -              | 2       |
|                                                                  | Lega Autonomia Veneta (LAV)                         | 142.446    | 0,43   | 1     | -              | 1       |
|                                                                  | Lega Casalinghe-Pensionati                          | 134.327    | 0,40   | 0     | -              | -       |
|                                                                  | Lega Alpina Lumbarda (LAL)                          | 119.153    | 0,36   | 1     | -              | 1       |
|                                                                  | Caccia Pesca Ambiente (CPA)                         | 116.395    | 0,35   | 0     | -              | -       |
|                                                                  | Liste Autonomiste                                   | 95.687     | 0,29   | 0     | -              | -       |
|                                                                  | Veneto Autonomo                                     | 50.938     | 0,15   | 0     | -              | -       |
|                                                                  | Lega d'Azione Meridionale (LAM)                     | 49.769     | 0,15   | 0     | -              | -       |
|                                                                  | Per il Molise                                       | 48.352     | 0,15   | 1     | -              | Stabile |
|                                                                  | Verdi Federalisti                                   | 47.051     | 0,14   | 0     | -              | -       |
|                                                                  | Vallée d'Aoste - Autonomie Progrès Fédéralisme (UV) | 34.150     | 0,10   | 1     | -              | Stabile |
|                                                                  | Altre liste                                         | 151.170    | 0,45   | 0     | -              | -       |
| Totale                                                           | Totale                                              | 33.328.581 | 100,00 | 315   |                |         |
| Fonte: Archivio storico delle elezioni - Ministero dell'Interno. |                                                     |            |        |       |                |         |

## Analisi territoriale del voto

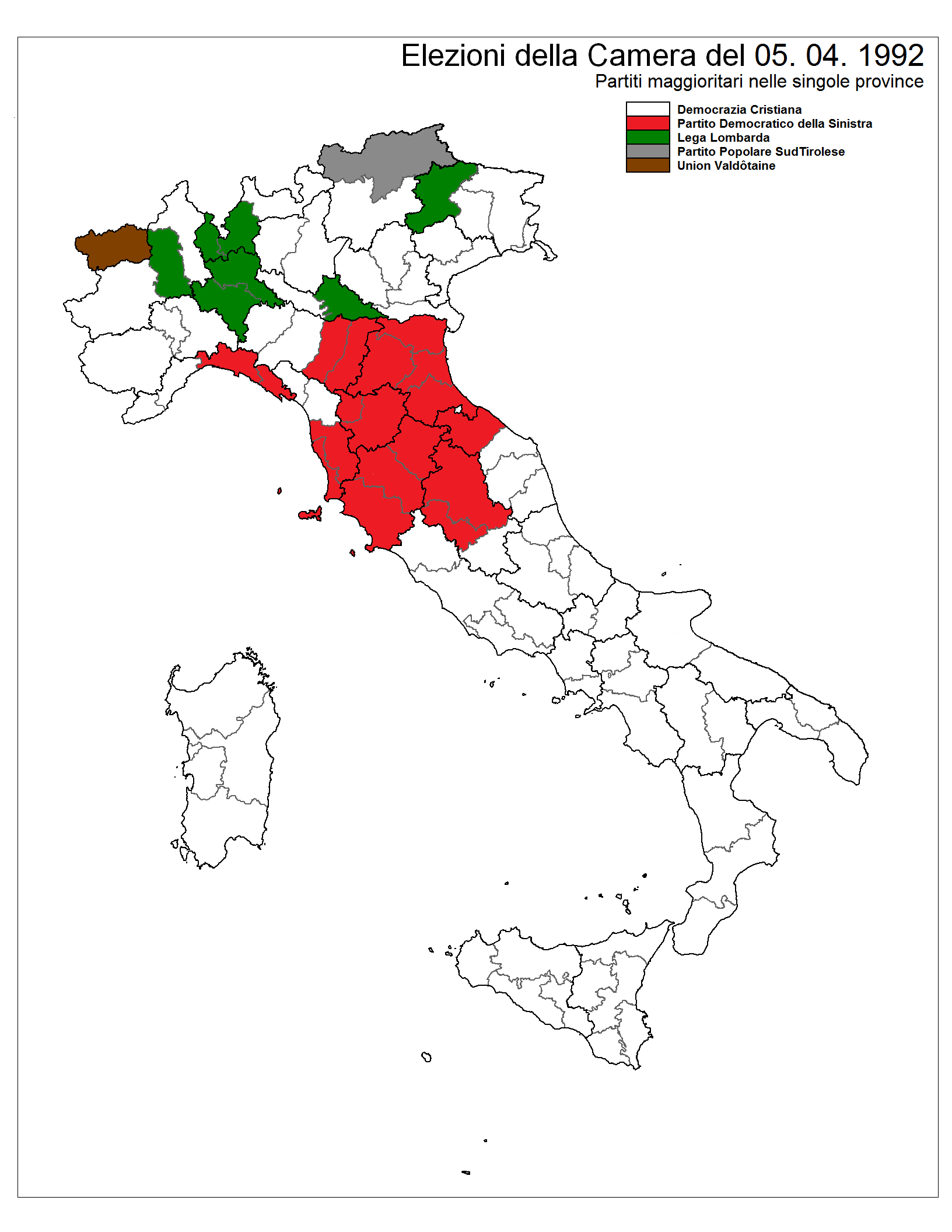
Partiti maggioritari nelle singole province per la Camera.

Rispetto alle precedenti elezioni, si hanno le seguenti variazioni, correlate al massiccio afflusso di voti dai serbatoi comunista e democristiano verso la nuova offerta leghista:
- Il nuovo partito della Lega Nord, alla sua prima competizione elettorale, conquista le province di Como, Mantova, Milano, Pavia e Varese (Lombardia), di Vercelli (Piemonte) e di Belluno (Veneto)[20].
- Il PDS, subentrato al PCI, subisce un calo di voti in favore della Lega Nord, perdendo a favore di essa o della Democrazia Cristiana le province di Parma (Emilia-Romagna), di Savona (Liguria), di Torino, Vercelli e Alessandria (Piemonte), di Mantova e Pavia (Lombardia), di Ancona (Marche), di Ragusa (Sicilia) e di Massa-Carrara (Toscana)[20].
- La DC perde le province di Como, Milano e Varese (Lombardia) e di Belluno (Veneto) in favore della Lega Nord[20].

## Conseguenze del voto

Umberto Bossi vota per le elezioni politiche

Le elezioni furono segnate dal crescere dell'astensione e dell'indifferenza della popolazione nei confronti di una politica chiusa e ingabbiata negli stessi schemi dai tempi del dopoguerra, incapace di rinnovarsi malgrado gli epocali cambiamenti storici di quegli anni.
Dal punto di vista storico-politico queste elezioni segnarono alcune importanti novità:
- La prima netta affermazione della Lega Nord e de La Rete, due formazioni di recente fondazione, sviluppatesi una nell'Italia settentrionale, l'altra nel Meridione, che registrarono un vero e proprio boom, facendo della moralizzazione e del rinnovamento politico dei veri e propri cavalli di battaglia[21]: il movimento leghista passò da 2 parlamentari (un deputato e un senatore) a 80 (55 eletti alla Camera, 25 eletti al Senato), mentre quello fondato dall'ex democristiano Leoluca Orlando ottenne buoni risultati soprattutto a Palermo e Torino[22], eleggendo 15 parlamentari su scala nazionale (12 deputati e 3 senatori)[13].
- Il calo di consensi investì quasi tutti i maggiori partiti: la DC calò dal 34,31% al 29,66% ottenendo il suo minimo storico, non superando il 30% dei consensi per la prima volta in un'elezione di rilevanza nazionale[23]; il PSI, che nelle precedenti consultazioni aveva toccato i suoi massimi storici, scese di un punto percentuale, subendo per la prima volta dal 1979 una flessione[24]; PRI, PLI e PSDI conservarono le loro posizioni. Il PDS e il PRC, eredi del disciolto PCI, persero quasi il 5% dei voti[22].
- Il quadripartito al governo (DC, PSI, PSDI e PLI)[22], conservò comunque la maggioranza assoluta dei seggi, ma si fermò al 48,85% pari a 331 seggi alla Camera e 163 al Senato, risultato che rese difficile la formazione di una forte maggioranza parlamentare[25]. La maggioranza era ridotta al lumicino, ma in sostanza lo era anche l'opposizione tradizionale. Si era arrivati al capolavoro di non avere più il governo che c'era (la vecchia maggioranza aveva perso), e di non avere il governo di una nuova maggioranza, che non si era coagulata e non esisteva. Nessuno dei commentatori politici si rese conto della fortuna toccata al «sistema», che teneva ancora[22].

Quando, a maggio, le Camere appena riunite furono chiamate a eleggere il nuovo Presidente della Repubblica, le votazioni si tennero in un clima di fortissima tensione politica (in quegli stessi giorni veniva ucciso il giudice Giovanni Falcone) e fu affossata dapprima la candidatura di Arnaldo Forlani, poi quella di Giulio Andreotti. Alla fine, fu eletto il democristiano Oscar Luigi Scalfaro, candidato dei moralizzatori. Scalfaro si rifiutò di concedere incarichi ai politici vicini agli inquisiti: Bettino Craxi, che aspirava a tornare alla presidenza del Consiglio, dovette rinunciare in favore di Giuliano Amato. Il quasi contestuale scoppio del caso Tangentopoli, con l'ondata di arresti e di avvisi di garanzia, portò dopo soli due anni alla fine della legislatura e più in generale della Prima Repubblica.
Vi furono poi le dimissioni del governo Amato, falcidiato dalle comunicazioni giudiziarie, appena dopo il referendum abrogativo del 18 e 19 aprile 1993, che aveva ad oggetto la legge elettorale in senso proporzionale del Senato. Successivamente il Presidente della Repubblica Oscar Luigi Scalfaro incaricò il governatore della Banca d'Italia Carlo Azeglio Ciampi per la formazione di un nuovo esecutivo, col mandato di contrastare la grave crisi economica e riscrivere la legge elettorale. Venne approvata una legge elettorale in senso prevalentemente maggioritario sia per la Camera sia per il Senato: secondo le norme approvate, dei 630 seggi di Montecitorio, 475 verranno assegnati con i collegi uninominali, e 155 su base proporzionale. A Palazzo Madama i seggi «uninominali» saranno 232 su 315, i proporzionali 83. La nuova legge elettorale approvata dal Parlamento, nella sua veste costituente, ha avuto la qualifica di Minotauro.
Subito dopo l'approvazione della nuova legge elettorale, il Presidente Scalfaro sciolse le Camere. Si tennero quindi le elezioni del 27 e 28 marzo 1994.